# Nicolae Bălcescu, Brăila
Nicolae Bălcescu este un sat în comuna Scorțaru Nou din județul Brăila, Muntenia, România.